# Sojuz 29

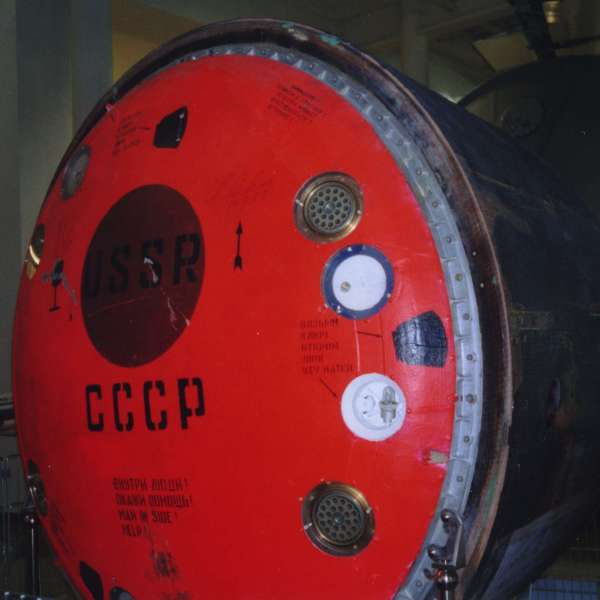
Kapsuła lądownika w Militärhistorisches Museum der Bundeswehr

Salut 6 EO-2 (kod wywoławczy Фотон - Foton) – czwarta udana misja załogowa na stację Salut 6. Załoga wystartowała na pokładzie statku Sojuz 29 a powróciła na statku Sojuz 31, po spędzeniu w przestrzeni kosmicznej 139 dni 14 godzin 47 minut i 32 sekund. Kowalonok i Iwanczenkow stanowili drugą stałą załogę tej stacji orbitalnej.

## Załoga

### Start
- Władimir Kowalonok (2) - ZSRR
- Aleksandr Iwanczenkow (1) - ZSRR

### Rezerwowa
- Władimir Lachow (1) - ZSRR
- Walerij Riumin (2) - ZSRR

### Załoga wspierająca
- Leonid Popow (1) – ZSRR
- Walentin Lebiediew (2) ZSRR

### Lądowanie
- Walerij Bykowski (3) - ZSRR
- Sigmund Jähn (1) - NRD

Załoga Sojuza 31

## Przebieg misji
Kosmonauci wystartowali 15 czerwca 1978. Po około 24 godzinach pomyślnie połączyli Sojuza 29 z Salutem 6.
Po przybyciu na stację, załoga uruchomiła regeneratory powietrza, system regulacji termicznej i pokładowy procesor wody. Przywracanie stacji w stan pełnej funkcjonalności zbiegło się w czasie z okresem adaptacji załogi do nieważkości i trwało około tygodnia. Ostatecznie 19 czerwca stacja znajdowała się na orbicie 368 na 338 kilometrów, temperatura wewnątrz ustaliła się na poziomie 20 stopni Celsjusza, a ciśnienie powietrza osiągnęło 750 mm/Hg.
Kosmonauci wykonali naprawy śluzy powietrznej stacji, zainstalowali przywieziony na pokładzie Sojuza sprzęt i przetestowali automatyczny system orientacji stacji Kaskad.
Za pomocą znajdującego się na stacji pieca Splaw-01 wykonano także kilkudniowy eksperyment metalurgiczny.
Podczas pobytu obu kosmonautów na pokładzie Saluta, stację odwiedziły dwie inne załogi. Pierwszą ekipą była radziecko-polska załoga Sojuza 30 z Piotrem Klimukiem i Mirosławem Hermaszewskim. Druga wizyta łączyła się z wymianą zacumowanego do stacji pojazdu, co pozwoliło kosmonautom pozostać w przestrzeni dłużej, niż pozwalała na to wytrzymałość systemów Sojuza. Kosmonauci powrócili na ziemię 3 listopada 1978.
Kapsuła Sojuz 29 wylądowała natomiast z załogą, która odwiedziła stację na pokładzie Sojuza 31 – Walerijem Bykowskim i Sigmundem Jähnem – pierwszym niemieckim kosmonautą.
Kapsuła Sojuz 29 należy obecnie do Militärhistorisches Museum der Bundeswehr w Dreźnie w Niemczech.